# 青神県
青神県（せいしん-けん）は中華人民共和国四川省眉山市に位置する県。

## 地理
岷山山脈から連なる 長江水系に属する岷江という支流河川が位置し、長江左岸に合流する。

## 行政区画
- 街道:青竹街道
- 鎮:漢陽鎮、瑞峰鎮、西竜鎮、高台鎮
- 郷:白果郷、羅波郷

## 名所・旧跡・観光スポット
- 中岩寺摩崖造像（中国語版）
- 瑞峰崖墓（中国語版）

## 交通
鉄道
- 中国鉄路総公司
  - 中国鉄路成都局集団公司
    - 成貴旅客専用線（成都方面）- 青神駅（中国語版） -（峨眉山方面）

道路
高速道路
- 成東高速公路道路（中国語版）

県道
- 145県道

## 健康・医療・衛生
- 青神県人民医院
- 青神県中医院